# Феофилова Пустынь
Феофи́лова Пу́стынь — деревня и православный монастырь в северо-восточной части Струго-Красненского района Псковской области. До 2015 года входила в состав сельского поселения «Хрединская волость», позже в Новосельскую волость.

## Расположение
- Деревня расположена в 84 км к северо-востоку от города Псков на пересечении автодорог Санкт-Петербург — Псков — Киев М20 и Феофилова Пустынь — Уторгош — Шимск Р52.
- Удалённость от административного центра района и ближайшей железнодорожной станции — посёлка городского типа Струги Красные — составляет 24 км.
- Административный центр сельского поселения — деревня Хредино — находится в 20 км от деревни.

## Население
| 2001 | 2002 | 2010 | 2011 |
| ---- | ---- | ---- | ---- |
| 27   | ↗28  | ↘15  | ↗19  |

## История
Монастырь был основан в 1396 году на стыке Логовещенского, Которского и Боротненского погостов выходцами из Коневецкого монастыря преподобными Феофилом и Иаковом. Мощи святых угодников и сейчас покоятся здесь.
В царствование императрицы Екатерины II существовавшая уже три с половиной сотни лет обитель была упразднена, а Успенская церковь была обращена в приходскую. Вокруг неё возникло село Феофилова Пустынь.
По легенде, однажды мимо проезжал император Александр I, у которого «простудный недуг поразил ноги». Император коленопреклонённо молился у раки Лужского чудотворца Феофила и в благодарность за исцеление повелел на свои средства возвести здесь новый каменный храм, что и было сделано в 1824 году. Император лично присутствовал при освящении храма. В каменном храме главный престол в честь Успения Божией Матери, правый придел преподобного Феофила, левый — Александра Невского. Деревянная церковь посвящена Успению Божией Матери.
Феофилова Пустынь была одной из почтовых станций, но в 1860-х гг. здание почтового тракта перестраивается в охотничий дом Императора, в котором он имел обыкновение останавливаться зимой.
В предреволюционное время село стало местом целого ряда благотворительных учреждений. 3десь были земский врачебный покой, сельская община сестер милосердия и постоянная дача для воспитанников-сирот Санкт-Петербургского духовного училища. В 1923 году деревня была переименована в Николаево. Каменный храм был закрыт в 1931 году, вместо него был открыт клуб, но в период оккупации богослужения возобновились. В 1941 году на колокольне находился наблюдательный пункт, с которого артиллерийскими наводчиками корректировался огонь батарей по наступающим немецким дивизиям, рвущимся к Луге — храм сильно пострадал, а после войны местное население продолжило его разрушение, растаскивая кирпич для своих нужд.
Согласно Постановлению Правительства РФ № 375 от 28 июня 2003 года, деревня Николаево была вновь переименована в Феофилова Пустынь.
В конце 1990-х годов архиепископ Псковский и Великолукский Евсевий благословил возрождение обители, которое начало осуществляться с начала 2000-х. На 2016 год в Феофиловой пустыни имеется женская православная община, насчитывающая 8 монахинь. Рядом с руинами исторической церкви XIX века построен новый храм.